# Alfons Vacqueret
Alfons Emil Józef Vacqueret ps. Gryf (ur. 23 czerwca 1898 w Warszawie, zm. 31 stycznia 1991 tamże) – rotmistrz Wojska Polskiego, oficer Armii Krajowej.

## Życiorys
Urodził się 23 czerwca 1898 w Warszawie. Pochodził z rodziny francuskiej. Jego pradziadkiem był Bernard Vacqueret (1789–1869), major wojsk napoleońskich, adiutant Napoleona Bonaparte, który po rewolucji lipcowej we Francji z 1830 osiadł na terenach polskich, a dziadkiem Aleksander Vacqueret (powstaniec styczniowy, zesłaniec).
Po odzyskaniu przez Polskę niepodległości został przyjęty do Wojska Polskiego. Brał udział w wojnie polsko-bolszewickiej. 12 lutego 1923 prezydent RP awansował go z dniem 1 stycznia 1923 na porucznika ze starszeństwem z 1 grudnia 1920 i 6. lokatą w korpusie oficerów jazdy (w 1932 był zweryfikowany z lokatą 1.). Na przełomie lat 20. i 30. był oficerem zawodowym 1 pułku szwoleżerów w garnizonie Warszawa.
We wrześniu 1930 został przydzielony z macierzystego pułku do Generalnego Inspektora Sił Zbrojnych. Później został awansowany do stopnia rotmistrza. Na przełomie lat 20. i 30. pełnił służbę w adiutanturze ministra spraw wojskowych Józefa Piłsudskiego. W latach 30. pełnił funkcję adiutanta Generalnego Inspektora Sił Zbrojnych, a następnie Marszałka Polski, gen. Edwarda Śmigłego-Rydza (obok niego innym oficerem ordynansowym był wówczas rtm. Konstanty Horoch), któremu m.in. towarzyszył podczas wizyty we Francji na przełomie sierpnia/września 1936. Z dniem 1 września 1933 został przydzielony na dalsze trzy miesiące z 1 pułku szwoleżerów do składu osobowego inspektora armii gen. Śmigłego-Rydza.
Po wybuchu II wojny światowej i nastaniu okupacji niemieckiej jako oficer w stanie spoczynku działał w Armii Krajowej. Wziął udział w powstaniu warszawskim 1944 sprawując stanowisko dowódcy batalionu szkieletowego „Oaza”, utworzonego w 5 Rejonie Obwodu Mokotów AK (Sadyba i wieś Czerniaków). Po upadku walk opuścił stolicę wraz z ludnością cywilną.
Zmarł 31 marca 1991. Został pochowany na Cmentarzu Powązkowskim w Warszawie (kwatera 174-6-7).

## Ordery i odznaczenia
- Srebrny Krzyż Zasługi (17 marca 1934)[24][25]
- Odznaka Pamiątkowa Generalnego Inspektora Sił Zbrojnych (1930)[26]
- Oficer Orderu Legii Honorowej (III Republika Francuska, 1936)[1][27]